# Paramphiascella intermedia
Paramphiascella intermedia är en kräftdjursart som först beskrevs av T. Scott 1896. Enligt Catalogue of Life ingår Paramphiascella intermedia i släktet Paramphiascella och familjen Diosaccidae, men enligt Dyntaxa är tillhörigheten istället släktet Paramphiascella och familjen Miraciidae. Arten är reproducerande i Sverige. Inga underarter finns listade i Catalogue of Life.